# Challenger Cup masculine de volley-ball 2019
Navigation
2018 2022
La Coupe Challenge masculine de volley-ball 2019 (en anglais : 2019 Volleyball Men's Challenger Cup) est la 2e édition de la Challenger Cup masculine de volley-ball, compétition organisée par la FIVB se déroulant à Ljubljana (Slovénie) du 3 au 7 juillet 2019. Le vainqueur du tournoi est directement qualifié pour la Ligue des nations 2022 en remplacement de l'équipe du Portugal classée dernière équipe Challenger de la Ligue des nations 2019.

## Qualification
Un total de six équipes se qualifient pour le tournoi.
| Pays        | Confédération | Qualifié en tant que                    | Qualifié le   | Apparitions précédentes | Apparitions précédentes | Apparitions précédentes | Meilleure performance |
| Pays        | Confédération | Qualifié en tant que                    | Qualifié le   | Total                   | Première                | Dernière                | Meilleure performance |
| ----------- | ------------- | --------------------------------------- | ------------- | ----------------------- | ----------------------- | ----------------------- | --------------------- |
| Slovénie    | CEV           | Pays hôte                               | décembre 2018 | 0                       | Aucune participation    | Aucune participation    | Aucune participation  |
| Cuba        | NORCECA       | Vainqueur des qualifications NORCECA    | 1er juin 2019 | 1                       | 2018                    | 2018                    | 4e place (2018)       |
| Égypte      | CAVB          | Équipe avec le meilleur classement CAVB | 12 juin 2019  | 0                       | Aucune participation    | Aucune participation    | Aucune participation  |
| Chili       | CSV           | Équipe avec le meilleur classement CSV  | 21 juin 2019  | 1                       | 2018                    | 2018                    | 5e place (2018)       |
| Turquie     | CEV           | Vainqueur de la Ligue européenne 2019   | 21 juin 2019  | 0                       | Aucune participation    | Aucune participation    | Aucune participation  |
| Biélorussie | CEV           | Finaliste de la Ligue européenne 2019   | 21 juin 2019  | 0                       | Aucune participation    | Aucune participation    | Aucune participation  |

## Format
Les équipes sont réparties en deux poules de trois selon le principe du serpentin en suivant le Classement de la Fédération internationale de volley-ball au 21 octobre 2018. La FIVB se réserve le droit de déclarer le pays hôte (Slovénie) tête de série de la poule A. Un maximum de deux équipes d'une même confédération peuvent se retrouver dans une même poule.

Les deux premières équipes de chaque poule se rencontrent sous forme de demi-finales et finale (le 1er de la Poule A rencontre le 2e de la Poule B et le 2e de la Poule A rencontre le 1er de la Poule B).

Le classement mondial de chaque équipe est indiqué entre parenthèses (excepté celui de la Slovénie qui est 17e.
| Poule A (rang FIVB) | Poule B (rang FIVB) |
| ------------------- | ------------------- |
| Slovénie (hôte)     | Égypte (13)         |
| Turquie (33)        | Cuba (18)           |
| Chili (37)          | Biélorussie (48)    |

## Lieu
| Tous les matches    |
| ------------------- |
| Ljubljana, Slovénie |
| Arena Stožice       |
| Capacité : 12 480   |
|                     |

## Phase de poules
Le classement de chaque se fait de la façon suivante :
1. plus grand nombre de victoires ;
2. plus grand nombre de points ;
3. plus grand ratio de sets pour/contre ;
4. plus grand ratio de points pour/contre ;
5. Résultat de la confrontation directe ;
6. si, après l’application des critères 1 à 5, plusieurs équipes sont toujours à égalité, les critères 1 à 5 sont à nouveau appliqués exclusivement aux matches entre les équipes concernées afin de déterminer leur classement final.

Rappel – Une équipe marque :

- 3 points pour une victoire sans tie-break (colonne G) ;

- 2 points pour une victoire au tie-break (Gt) ;

- 1 point pour une défaite au tie-break (Pt) ;

- 0 point pour une défaite sans tie-break (P) 

Tous les horaires sont en heure locale (UTC+05:00 CEST)

### Poule A

#### Classement
| # | Équipe   | Pts | J | G | Gt | Pt | P | Sp | Sc | Ratio | Pp  | Pc  | Ratio |
| 1 | Slovénie | 6   | 2 | 2 | 0  | 0  | 0 | 6  | 1  | 6     | 173 | 122 | 1.418 |
| 2 | Turquie  | 3   | 2 | 1 | 0  | 0  | 1 | 4  | 3  | 1.333 | 148 | 155 | 0.955 |
| 3 | Chili    | 0   | 2 | 0 | 0  | 0  | 2 | 0  | 6  | 0     | 106 | 150 | 0.707 |

### Poule B

#### Classement
| # | Équipe      | Pts | J | G | Gt | Pt | P | Sp | Sc | Ratio | Pp  | Pc  | Ratio |
| 1 | Cuba        | 5   | 2 | 1 | 1  | 0  | 0 | 6  | 3  | 2     | 206 | 184 | 1.12  |
| 2 | Biélorussie | 2   | 2 | 0 | 1  | 0  | 1 | 4  | 5  | 0.8   | 193 | 195 | 0.99  |
| 3 | Égypte      | 2   | 2 | 0 | 0  | 2  | 0 | 4  | 6  | 0.667 | 197 | 217 | 0.908 |

## Phase finale
|  | Demi-finales      | Demi-finales      |                        |   | Finale            | Finale            |
|  | Demi-finales      | Demi-finales      |                        |   | Finale            | Finale            |
|  |                   |                   |                        |   |                   |                   |
|  | 6 juillet à 17h30 | 6 juillet à 17h30 |                        |   | 7 juillet à 20h45 | 7 juillet à 20h45 |
|  | 6 juillet à 17h30 | 6 juillet à 17h30 |                        |   | 7 juillet à 20h45 | 7 juillet à 20h45 |
|  | Cuba              | 3                 |                        |   | 7 juillet à 20h45 | 7 juillet à 20h45 |
|  | Cuba              | 3                 |                        |   | 7 juillet à 20h45 | 7 juillet à 20h45 |
|  | Turquie           | 2                 |                        |   | 7 juillet à 20h45 | 7 juillet à 20h45 |
|  | Turquie           | 2                 | Cuba                   | 0 |                   |                   |
|  | 6 juillet à 20h45 |                   | Cuba                   | 0 |                   |                   |
|  |                   | Slovénie          | 3                      |   |                   |                   |
|  | Slovénie          | Slovénie          | 3                      | 3 |                   |                   |
|  | Slovénie          |                   |                        | 3 |                   |                   |
|  | Biélorussie       | 1                 |                        |   |                   |                   |
|  | Biélorussie       | 1                 | Match pour la 3e place |   |                   |                   |
|  |                   |                   |                        |   |                   |                   |
|  | 7 juillet à 17h30 |                   |                        |   |                   |                   |
|  |                   |                   |                        |   |                   |                   |
|  | Turquie           | 1                 |                        |   |                   |                   |
|  | Turquie           | 1                 |                        |   |                   |                   |
|  | Biélorussie       | 3                 |                        |   |                   |                   |
|  | Biélorussie       | 3                 |                        |   |                   |                   |

## Classement final
| Rang               | Équipe      |
| ------------------ | ----------- |
| Médaille d'or      | Slovénie    |
| Médaille d'argent  | Cuba        |
| Médaille de bronze | Biélorussie |
| 4                  | Turquie     |
| 5                  | Égypte      |
| 6                  | Chili       |

- Qualifiée pour la Ligue des nations 2022.